# Inur Pilila
Inur Pilila ist eine Landspitze im osttimoresischen Suco Lauhata (Gemeinde Liquiçá). Sie ragt in der Aldeia Raucassa aus der sonst sehr geraden Küste in die Straße von Ombai hinaus. Auf der Westseite befindet sich auf Höhe des Meeresspiegels eine kleine Höhle und westlich des Kaps der Bubble Beach ein beliebter Tauchplatz.

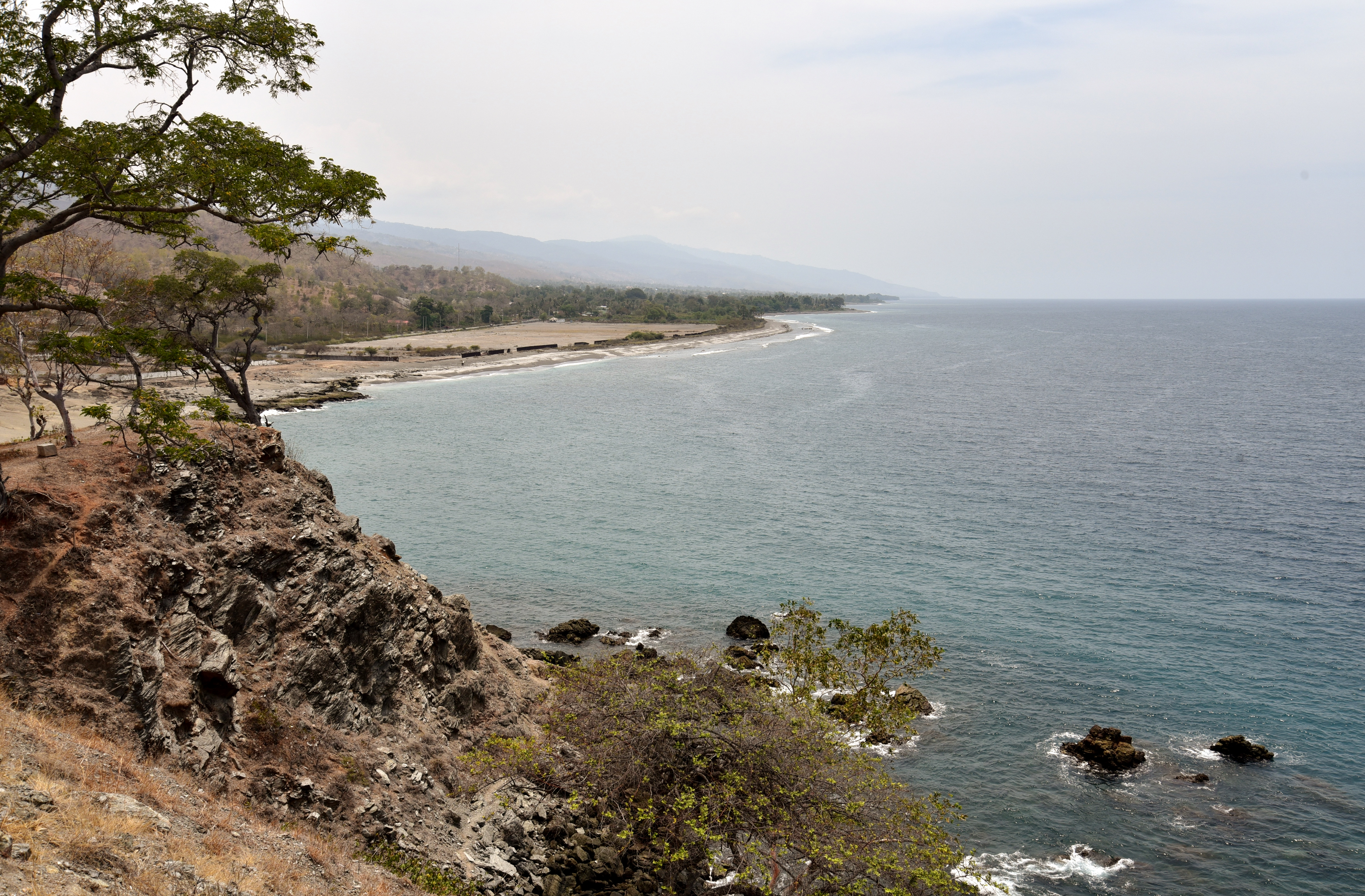
Blick nach Westen
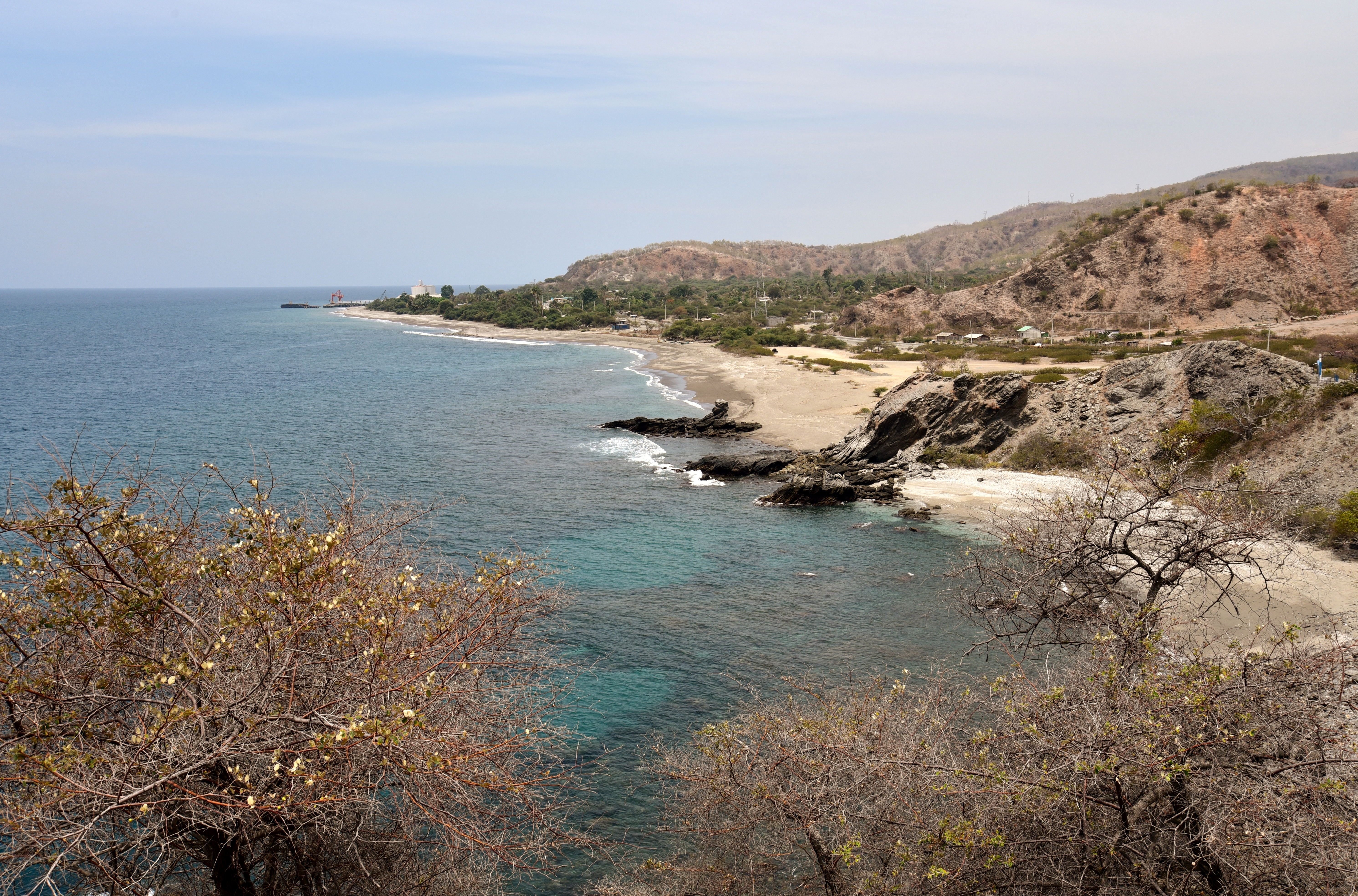
Blick nach Osten
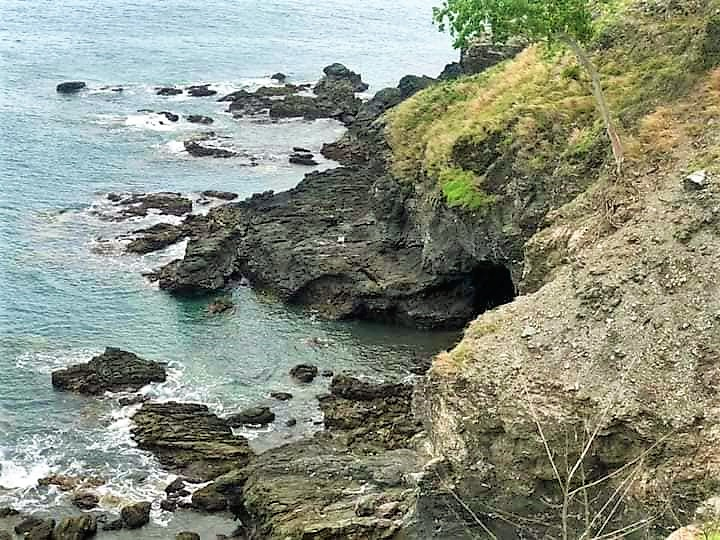
Die Höhle auf der Westseite
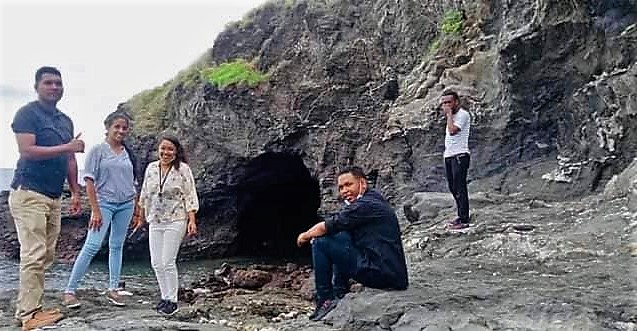
Vor dem Eingang der Höhle